# Auxo
En la mitología griega, Auxo (en griego Αὐξώ, Auxṓ), cuyo nombre significa ‘desarrolladora’ (referido al crecimiento de las plantas), es una de las Cárites según una tradición local. Auxo representaba la primavera y Hegémone el otoño.
«Estos nombres son apropiados para las Cárites, como los que tienen los atenienses. En efecto, entre los atenienses honran desde antiguo a las Cárites Auxo y Hegémone, pues el nombre de Carpo no es de una Cárite, sino de una Hora. A la otra Hora los atenienses le tributan honores juntamente con Pándroso, y a la diosa la llaman Talo».